# Kanarieflugskvätta
Kanarieflugskvätta (Devioeca papuana) är en fågel i familjen sydhakar inom ordningen tättingar.

## Utseende och läte
Kanarieflugskvättan är en liten tätting med olivgrön ovansida, gul undersida, svart näbb och orangefärgade ben. Den liknar något både gulbent flugskvätta och vitmaskad sydhake, men saknar all form av vitt på ansiktet eller strupen. bland lätena hörs en ljus ramsa eller ett enkelt "chip".

## Utbredning och systematik
Kanarieflugskvättan förekommer i bergsskogar på Nya Guinea. Tidigare placerades den i släktet Microeca. Numera lyfts den dock oftast ut till ett eget släkte efter genetiska studier.

## Levnadssätt
Kanarieflugskvättan hittas inne i bergsskogar. Där fångar den insekter i flykten likt en flugsnappare, men kan också ses hoppa omkring på marken med knyckande vingar och utspridd stjärt.

## Status och hot
Arten har ett stort utbredningsområde, men tros minska i antal, dock inte tillräckligt kraftigt för att den ska betraktas som hotad. Internationella naturvårdsunionen IUCN listar arten som livskraftig (LC).